# ロジャー・マッカイ
ロジャー・マッカイ（Roger Mackay、1956年3月31日 - 2002年6月21日）は、オーストラリア・ダーウィン出身のプロゴルファー。

## 来歴
少年時代からゴルフに親しみ、1980年に23歳で全豪アマに優勝して注目され、国際的トーナメントで6回も優勝するほど力をつける。
西オーストラリア大学卒業直後は専攻した鉱山冶金学関係の仕事をしていたが、収入のアップと自分の可能性に賭けるため、義兄弟のウェイン・スミスの勧めもあってプロゴルファーの道を選ぶ。
26歳でプロに転向し、1987年のオーストラリアPGAツアーではオーストラリアPGAでマイク・コランドロ（アメリカ）に勝利したほか、ビクトリアオープン』ではグレッグ・ノーマンに1打差付けて勝利し、大先輩のピーター・トムソン、グラハム・マーシュらに勧められてクレイグ・パリー、イアン・ベーカーフィンチと共に来日。
日本ツアーに本格参戦し始めた1988年にはポカリスエットオープン7位、ブリヂストン阿蘇オープン3位に入り、推薦で出場した僅か11試合で賞金シードを獲得し、以後は1996年まで賞金シードを堅持。
1991年には22試合に出場し、ダンロップオープン・ミズノオープン・VISA太平洋クラブマスターズと3勝したほか、トップ10入り7試合で賞金額が1億円を突破。尾崎直道と激しく賞金王争いを演じたが、日本シリーズ中に肩に痛みが発生して8位に甘んじ、尾崎直の逃げ切りを許してランク2位に終わる。
長打力があるわけではなかったが、正確なショットとソツのないゲーム運びでいつの間にか上位に上がってくるというゴルフは、日本のプレーヤーにとって脅威の存在になった。
外国人は「腰掛け参戦」的な印象を持たれることが多かった中、豪州の先輩のブライアン・ジョーンズと共に日本人社会とツアーに積極的に入り込むことに務め、プロアマでは努めて日本語でアマに教えたほか、日本語で書かれた組合せ表を見て、一緒に回る日本人選手の名前を言い当てるなど選手の名前程度の漢字はかなり知っていた。
1990年代初頭には「ポカリスエット」のロゴ入りの帽子を被っていたが、当時の外国人では珍しく、ゴルフ以外の日本メーカーと契約する先駆者でもあった。
腰痛がひどく、試合の日もコ－スに来ると、最初に風呂に入ってからストレッチをし、ラウンド前はほとんどボールを打たず、1993年頃からは腰への負担を軽減するために日本ツアーではまだ珍しかった長尺パターを使用した。
1994年の中日クラウンズでは初日にショット、パットともに冴え渡り6バーディ、ノーボギーの64で単独首位に立つ。2日目も3バーディ、ノーボギ一の好調なゴルフを展開し、2位との差を4ストロークに広げる通算9アンダーで快調に首位を走る。3日目にはアウトでスコアを落とす苦しい展開になったが、インに入ると持ち前のショットの切れが甦り、10番から4連続を含む6バーディを奪って盛り返す。大会のハーフ（イン）ベストスコアタイとなる29をマークし、通算12アンダーで首位の座を守る。マッカイと尾崎直の優勝争いに注目が集まった最終日の前半は互いにスコアを一つ落とす互角の戦いを演じ、インに入るとマッカイはボギーが先行して苦しいゴルフになり、尾崎直にじりじりと差を詰められる。14番ではバーディを奪われて1打差まで迫り、脅かされるが、続く15番のロングホールで尾崎直は痛恨のボギーを叩いて再び2打差に広がる。尾崎直は18番でバーディを奪うも時すでに遅く、マッカイが4日間連続首位をキープして完全優勝を達成。
2002年6月21日、母国でリンパ腺癌のため死去。享年46歳。

## 日本での成績
- 1989年 - ブリヂストントーナメント
- 1990年 - JCBクラシック仙台
- 1991年 - ダンロップオープン、ミズノオープン、VISA太平洋クラブマスターズ
- 1992年 - JCBクラシック仙台
- 1993年 - PGAフィランソロピートーナメント
- 1994年 - 中日クラウンズ